# Kastel (Berg)
Der Kastel ist eine 444 m hohe Anhöhe über dem Tal der Wilden Adler in Tschechien. Auf seinem Gipfel befindet sich seit November 2005 wieder ein Aussichtsturm.

## Geographie
Der Berg befindet sich im Norden der Chotzener Tafel linksseitig des Flusses über dem Flecken Doudleby nad Orlicí. An ihrem südlichen Fuße liegt in der Quellmulde des Vrbický potok das Dorf Vrbice. Vom unbewaldeten Gipfel des Kastel aus besteht eine weite Rundsicht bis zum Adlergebirge, Eisengebirge und Riesengebirge. Auf seinem Gipfel wurde ein trigonometrischer Punkt errichtet.
Im Jahre 2004 begann der Bau eines 29 Meter hohen Aussichtsturmes. Die überdachte Holzkonstruktion mit stählerner Wendeltreppe besitzt in 11 und 25 m Höhe zwei Aussichtsplattformen.

## Geschichte
Auf dem Kastel soll sich nach Meinung der Historikers August Sedláček der in der um 150 entstandenen Geographike Hyphegesis von Claudius Ptolemäus eingetragene Flecken Casurgis befunden haben. 
Es wird ebenfalls angenommen, dass die Kuppe als Beobachtungspunkt der Burg Pottenstein war.
1937 errichtete die Tschechoslowakische Armee auf dem Kastel einen 37 m hohen hölzernen Aussichtsturm, der auch als Trigonometrischer Punkt diente. 1946 wurde der baufällig gewordene Turm abgetragen.
Bei Ausgrabungen entdeckten Mitglieder des Archäologischen Vereines Rychnov nad Kněžnou im Jahre 1998 an der über den Kastel führenden Straße von Vrbice nach Suchá Rybná mittelalterliche Mauerreste und Keramikstücke, die sich in das 13. Jahrhundert datieren ließen. Die freigelegten Funde stellen eine einschiffige Kirche mit Turmanbau dar, die eine Abmessung von 35 × 15 Metern hatte.
Möglicherweise könnte auf dem Kastel auch das zwischen 1558 und 1695 nachweisbare Dorf Čeřeny gestanden sein. Dieses Dorf soll alten Überlieferungen zufolge mit dem Ort Chlínky verwachsen sein, jedoch gibt es dafür keine sicheren Nachweise.